# Jednoválcový motor

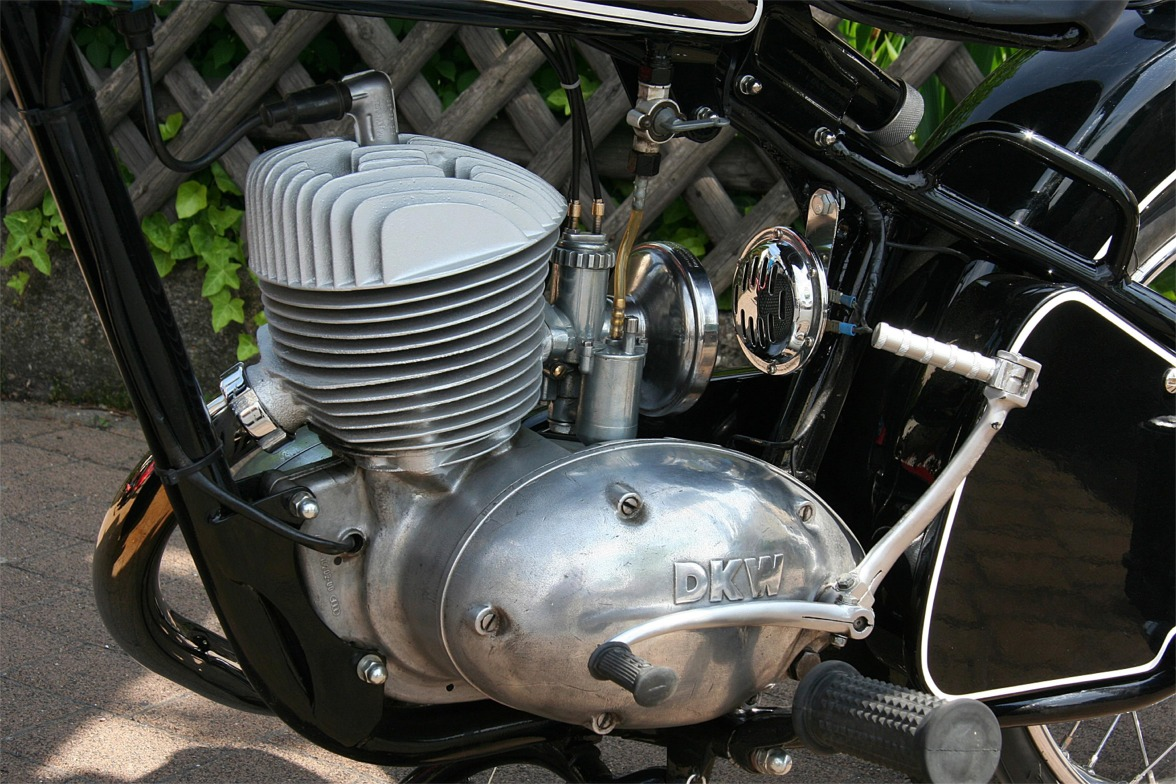
Jednoválcový motocyklový motor

Jednoválcový motor je pístový spalovací motor s jedním válcem, který technicky představuje základní, nejjednodušší druh motoru.
Nejčastěji se vyrábějí benzinové a naftové agregáty zdvihového objemu zpravidla do 0,5 litru. Existují i motory spalující plyn, nejčastěji CNG a LPG.

## Použití
Využití jednoválcového motoru je zejména v menších dopravních prostředcích jako jsou motorová kola, motocykly, mopedy, skútry, motokáry, menších strojích jako motorová pila, sekačka, malotraktor, čerpadlo a podobně. Dále jsou nízkoobjemové motory používány i v modelářství.